# Ричард Фиц-Гилберт
Ричард Фиц-Гилберт (англ. Richard FitzGilbert), иногда называемый Ричард де Бьенфет (англ. Richard de Bienfaite) или Ричард Тонбриджский (англ. Richard of Tonbridge; 1030/1035 — 1087/1090) — нормандский аристократ, родственник и близкий соратник Вильгельма Завоевателя, родоначальник английского дворянского дома Клеров.
После гибели отца во время периода анархии, сопровождавшей малолетство герцога Вильгельма Завоевателя, Ричард вместе с братом был вынужден бежать во Фландрию. После того как герцог стал совершеннолетним, братья вернулись, получив земли в Центральной Нормандии. Хотя нет документальных свидетельств участия Ричарда первом этапе завоевания Англии и битве при Гастингсе, но оно вполне вероятно. После завоевания он получил обширные владения в Англии, располагавшиеся в 8 графствах в Южной Англии, став восьмым по богатству мирянином в Англии после короля. Их центрами стали замки Торнбридж и Клер. 
Ричард был значительной фигурой при английском королевском дворе во время правления Вильгельма Завоевателя. В 1075 году, исполняя вместе с Уильямом де Варенном обязанности «главного юстициария», он сыграл ведущую роль в подавлении восстания трёх североанглийских графов. Вскоре после смерти Вильгельма Завоевателя он, вероятно, постригся в монахи и вскоре умер.

## Происхождение и молодые годы
Ричард происходил из побочной ветви Нормандского герцогского дома, родоначальником которой был Жоффруа, граф де Брион и д’Э, незаконнорожденный сын герцога Нормандии Ричарда I. Его сыном был Гилберт, граф де Брион и д’Э, отец Ричарда. Имя матери Ричарда в первичных источниках не упоминается. По одной версии ею была Гуннора д’Ону (ок. 984 — ?), дочь Балдерика Тевтонца, сеньора Баквиль-ан-Ко, по другой версии — Гуннора де Крепон (ок. 933—1031), дочь Херфаста де Крепона, вдова герцога Нормандии Ричарда I.
Ричард, вероятно, родился в Нормандии между 1030 и 1035 годами. Его отец был одним из опекунов малолетнего нормандского герцога Вильгельма, а с 1039 года был фактическим правителем Нормандии, так что, возможно, Ричард ещё ребёнком познакомился с герцогом. Около 1040 года Гилберт де Брион, по сообщению Ордерика Виталия, был убит людьми Рауля де Гасе, одного из своих соперников. Далее хронист указывает, что сыновья убитого, Ричард и Болдуин, вместе со своими наставниками бежали во Фландрию.
Около 1050 года состоялась свадьба герцога Вильгельма II и Матильды Фландрской. Ордерик Виталий сообщает, что по просьбе Бодуэна V, графа Фландрии, Вильгельм принял обратно братьев Фиц-Гилбертов и даровал им земельные владения в южной части Центральной Нормандии: Ричард получил Бьенфет и Орбек, Бодуэн — Ле-Сап и Мёле. Косвенным подтверждением сообщения хрониста является факт, что имя Ричарда присутствует на хартиях герцога Вильгельма до 1040 и после 1053 года, но не упоминается в период между этими годами. С момента возвращения Ричард и Болдуин состояли при дворе герцога. Хотя замок Брион им возвращён так и не был, они сохранили формальные права на него.

## Английский барон
Ричард был одним из тех, с кем в начале 1066 года герцог Вильгельм консультировался на собрании в Бонвиль-сюр-Туке по поводу планируемого вторжения в Англию. Хотя документальных свидетельств того, что Ричард и Болдуин принимали участие в самом завоевании Англии и битве при Гастингсе, нет, однако их участие вполне вероятно.
Вскоре после завоевания Англии Ричард стал значительной фигурой при английском королевском дворе. Его имя есть на хартиях Вильгельма Завоевателя на протяжении всего время его правления. Во время восстания в 1075 году Вальтеофа, графа Нортумбрии, Ральфа де Гаэля, графа Восточной Англии и Роджера, графа Херефорда, ведущую роль в его подавлении сыграл именно Ричард. Ордерик Виталий называет его вместе с Уильямом де Варенном «главными юстициариями» (лат. precipui justiciarii). Когда восставшие отказались приехать ко двору по вызову, Ричард и Уильям выступили против них и разбили Ральфа в битве при «Фогадуне» (возможно, Бичемуэл) в Норфолке). Захваченным мятежникам отрезали правую ногу. Сам Ральф, несмотря на преследование, смог бежать и уплыл из Англии. Затем был осаждён Норвич, где находилась жена Ральфа, Эмма. Осада продолжалась 3 месяца, после чего гарнизон сдался при условии, что Эмме будет дозволено покинуть Англию со всеми, кто захочет её сопровождать.
От Вильгельма Завоевателя Ричард Фиц-Гилберт получил обширные земельные владения. «Книга Страшного суда» сообщает, что в 1086 году в его собственности находилось 224 маноров в 8 южноанглийских графствах (Бедфордшир, Кембриджшир, Кент, Норфолк, Саффолк, Суррей, Уилтшир, Эссекс), их стоимость оценивалась в 873 фунта. Основные владения состояли из двух земельных массивов: один располагался в Кенте и Суррее, второй — в Саффолке и Эссексе. Центрами владений стали построенные Ричардом замки Тонбридж в Кенте и Клер в Саффолке. Эти пожалования сделали Ричарда восьмым по богатству мирянином после короля.
Владения Ричарда около Торнбриджа, которые вскоре стали феодальной баронией, были соизмеримы с землями, которые получил другой соратник Вильгельма Завоевателя, Гуго де Монфор около Солтвудского замка в Кенте. Возможно, передача этих территорий Ричарду, как и Гуго, имела оборонительные цели. Изначально часть этих владений принадлежала Кентерберийской епархии, другая — Рочестерской церкви. Вероятно, что эти земли были аннексированы у церкви в первые годы завоевания — до назначения в 1070 году архиепископом Кентерберийским Ланфранка. К середине 1170-х годов Ричард Торнбриджский (как его стали называть) хорошо укрепился в своих землях. Часть своих маноров в Кенте он держал как вассал Одо из Байё и, вероятно, получил от него помощь при формировании Торнбриджских владений. Ричард присутствовал в 1176 году на разбирательстве по поводу Пенденской пустоши, после которого Ланфранку удалось вернуть некоторые земли, ранее захваченные Одо из Байё. Уже после смерти Ричарда его сын, Гилберт де Клер, заключил соглашение по поводу Рочестерских земель, согласно которому он обязался выставлять архиепископу Ансельму четырёх рыцарей. Это подразумевало, что или Гилберт, или Ричард также заключил соглашение с архиепископом Кентерберийским.
Владения Ричарда в Саффолке и Эссексе ранее принадлежали Видгару, отец которого, Эльфрик, держал 8,5 сотен в Западном Саффолке от имени королевы Эммы, прежде чем они были переданы аббатству Бери-Сент-Эдмундс. Когда именно Видгар лишился своих земель, неизвестно. В Восточной Англии Ричард был важной фигурой в 1080 году, однако похоже на то, что 10 годами ранее он не обладал там таким влиянием. Поэтому, возможно, первоначально он получил владения около Торнбриджа, а земли в Саффолке и Эссексе ему были переданы позже. В своих владениях Ричард кроме Клера и Торнбриджа, возможно, построил ещё и замок Деснинг в Саффолке.

## Последние годы
Роберт де Ториньи сообщает, что Ричард де Клер очень любил монастырь Бек, которому сделал много дарений. Ричард и его сыновья жаловали Беку земли и десятины, он, очевидно, был главным семейным монастырём. Сам Ричард передал монастырю имения Тутинг и Стритхэм в Суррее, а также десятину со своих имений. Его арендаторы также вносили десятину от своих земель. В 1080 или 1081 году Ричард передал Беку монастырь Святого Неота, располагавшийся в принадлежащем его жене Рохезе маноре Эйнсбери (Кембриджшир), однако церковь не была освящена до 1113 года. Существуют свидетельства о том, что Ричард построил несколько приходских церквей в своих владениях в Суррее.
Точный год смерти Ричарда неизвестен. Он появлялся в описанном Ордериком Виталием видении священника Бонневеля, датированным 1091 годом, соответственно, к этому моменту Ричард должен был уже умереть. В последний раз его имя встречается в качестве землевладельца в «Книге Судного дня». В хартии Вильгельма II Рыжего, данной им сразу после коронации, имеется имя Гилберта, сына Ричарда, имя же самого Ричарда не встречается ни на одной из хартий Вильгельма II. Именно Гилберт участвовал в 1088 году в восстании англонормандских баронов против нового короля Вильгельма II, причём Тонбридж, замок Ричарда, был взят королевскими войсками осенью 1088 года. Также Ричард упоминается в некрологе как монах монастыря святого Никасия в Мелёне, так что, вероятно, в 1087 или 1088 году он постригся в монахи и умер к 1090 году.
Поздняя генеалогия, составленная в основанном сыном Ричарда Уолтером Тинтернском аббатстве, указывает, что Ричард был похоронен в монастыре Святого Неота.

## Наследство
Ричард был женат на Рохезе, дочери Готье I Жиффара, сеньора де Лонгевиль-cюр-Си — одного из крупных нормандских баронов, сильно обогатившихся в Англии после завоевания. Уже к 1066 году у них родились дети, о чём свидетельствует сделанное в честь них Ричардом пожалование Жюмьежскому аббатству. Всего известно 6 его сыновей и 2 дочери. Старший из сыновей, Роджер, после смерти отца унаследовал его нормандские владения и умер после 1130 года, не оставив сыновей. Второй сын, Гилберт, унаследовал Торнбридж и основную массу земель в Англии. Его потомки приняли родовое прозвание «де Клер». От его внуков пошло 2 ветви рода. Представители одной ветви носили титулы графов Херефорда и Глостера, получив ещё и Гламорган в Уэльсе, а позже породнившись с королями Англии; эта ветвь угасла по мужской линии в 1314 году, после чего её владения были разделены между сёстрами последнего представителя рода. Другая ветвь, угасшая по мужской линии в 1186 году, владела землями в Ирландии и графством Стригуил/Пембрук. Третий сын Ричарда Торнбриджского, Уолтер Фиц-Ричард, получил от короля Генриха I Боклерка Нетеруэнт (южный Уэльс). Ещё один сын, Ричард, около 1070 года ещё мальчиком стал монахом в монастыре Бек. После коронации Генриха I он стал аббатом Или. Следующий сын, Роберт, получил от Генриха I поместья в Лондоне, Эссексе и Восточной Англии, а во время правления Стефана Блуаского был королевским управляющим. Он стал родоначальником рода Фицуолтеров, угасшего в 1432 году. О последнем из сыновей, Годфри, известно только то, что он был похоронен на кладбище в Клере.
Дочь Ричарда Аделиза вышла замуж за Уолтера (Готье) I Тирела, сеньора Пуа и Ландхэма (Эссекс). Вероятно, что её приданным был манор Ландхэм. В 1100 году Уолтер на охоте застрелил короля Вильгельма II Рыжего, после чего бежал из Англии. Ещё одна дочь, Рохеза, вышла замуж за Эда де Ри; она умерла в 1121 году и была похоронена в монастыре Бек. Одна из дочерей Ричарда была замужем за бретонским бароном Раулем Фужерским, которому родила троих сыновей. Поскольку у Ричарда упоминаются только 2 дочери, неизвестно, имеется ли в виду третья дочь или это известие относится к предыдущему браку Аделизы или Рохезы.
Рохеза, жена Ричарда, пережила его. Последний раз её имя упоминается в 1113 году, когда она совершила пожертвование монастырю Святого Неота.

## Брак и дети
Жена: Рохеза Жиффар (ум. после 1113), дочь Готье I Жиффара, сеньора де Лонгевиль-cюр-Си, и Ирменгарды. Дети:
- Роджер Фиц-Ричард (ум. после 1130), сеньор де Бьенфет и д’Орбек с 1087/1090[3][12].
- Гилберт Фиц-Ричард (1065—1117), барон де Тонбридж и де Клер с 10871090, барон Кардигана с 1111[3][12].
- Уолтер Фиц-Ричард[англ.] (ум. 1138), барон Нетеруэнта (южный Уэльс), основатель Тинтернского аббатства (1131)[3][12].
- Ричард Фиц-Ричард (ум. 1107), монах монастыря Бек в Нормандии, аббат Или 1100—1102, ?—1107[3][12].
- Роберт Фиц-Ричард (ум. 1134), лорд Литтл-Данмоу (Эссекс) и замка Байнардс (Лондон), основатель рода Фицуолтеров (угас в 1432 году)[3][12].
- Годфри Фиц-Ричард[3].
- Аделиза де Клер (ум. около 1125/1135); муж: Уолтер (Готье) I Тирел (ум. ок. 1140), сеньор Пуа и Ландхэма[3][12].
- Рохеза де Клер (ум. 7 января 1121); муж: Эд де Ри (ум. 1120), стюард Вильгельма Завоевателя[3][12].
- (?) дочь; муж: Рауль I де Фужер (ум. 1124)[3][12].